# Сакс, Дьюла
Дью́ла Сакс (венг. Sax Gyula; 18 июня 1951, Будапешт — 25 января 2014) — венгерский шахматист, гроссмейстер (1974). Тренер. Чемпион Венгрии (1970) и Европы (1972) среди юношей. Лучшие результаты в чемпионатах страны: 1974 — 2-е; 1976 — 1-е; 1977 — 1-2-е места.
В составе команды Венгрии участник 10-и олимпиад (1972—2000) и чемпионатов Европы (с 1977).
С конца 1970-х годов участник соревнований на первенство мира: межзональные турниры — Рио-де-Жанейро (1979) — 7-9-е; Москва (1982) — 8-9-е; Биль (1985) — 10-11-е; Суботица (1987) — 1-3-е места. Победитель и призёр многих международных соревнований: Амстердам (1972, побочный турнир; 1976, 1979 и 1984) — 1-е, 3-е, 1-2-е и 4-8-е (23 участника); Реджо-нель-Эмилия (1973/1974) — 1-3-е; Мадонна-ди-Кампильо, Врнячка-Баня (1974) и Винковци (1976) — 1-е; Будапешт (1976 и 1977) — 3-4-е и 2-3-е; Гастингс (1977/1978) — 2-3-е; Лас-Пальмас (1978) — 1-2-е; Тилбург (1979) — 4-е; Баня-Лука (1981) — 2-4-е; Вршац (1981) и Смедеревска-Паланка (1982) — 1-е; Сараево (1982) — 4-6-е; Мец (1983) — 1-5-е (118 участников); Линарес (1983) и Лугано (1984) — 1-е; Рим (1984, 1985 и 1986) — 1-2-е, 2-3-е и 1-2-е; Гёусдал (1984) — 3-7-е (54 участника); Балатонберень (1984 и 1985) — 1-е (94 участника) и 1-2-е (96 участников); Сирак (1985) — 3-4-е; Загреб — Риека (1985) — 3-е; Брюссель (1985) — 4-е; Западный Берлин (1985) — 3-11-е (432 участника); Нью-Йорк (1986) — 1-2-е; Аделаида (1986/1987) — 1-е (262 участника); Севилья (1987) — 2-5-е места (210 участников).
Победитель мемориала В. Пирца 1996 г.
Шахматный стиль Сакса эволюционировал от острокомбинационного к позиционному, при сохранении склонности к тактическим осложнениям.

## Изменения рейтинга
| Графики недоступны из-за технических проблем. См. информацию на Фабрикаторе и на mediawiki.org. |